# Karbala International Stadium
Karbala International Stadium – stadion piłkarski w Karbali, w Iraku. Obiekt może pomieścić 30 000 widzów i jest częścią kompleksu sportowego Karbala Sports City. Swoje spotkania na stadionie rozgrywają piłkarze klubu Karbala FC. Inauguracja areny odbyła się 12 maja 2016 roku, a jej budowa kosztowała 116 mld dinarów irackich.